# Station Stare Pole
Station Stare Pole is een spoorwegstation in de Poolse plaats Stare Pole.